# Zygmunt Czapracki
Zygmunt Czapracki (ur. 1 maja 1934 w Rawiczu, zm. 12 stycznia 2012) – polski lekkoatleta, specjalizujący się w biegach sprinterskich.

## Życiorys
Startował w barwach Kolejarza Rawicz (1953-1955), Kolejarza Poznań (1956) i AZS Wrocław (1957-1959). W 1959 zdobył brązowy medal mistrzostw Polski seniorów w biegu na 400 metrów.
Reprezentował Polskę na Letniej Uniwersjadzie w 1959, gdzie odpadł w półfinale biegu na 400 metrów i eliminacjach sztafety 4 x 400 metrów. W 1959 wystąpił jedyny raz w meczu międzypaństwowym.
W 1961 ukończył studia w Wyższej Szkole Wychowania Fizycznego we Wrocławiu, pracował jako nauczyciel WF.